# Toeroechansk
Toeroechansk (Russisch: Туруханск, Toeroechansk) is een dorp (selo) en voormalige stad in de Russische kraj Krasnojarsk. Het is het bestuurlijk centrum van het gelijknamige district Toeroechanski heeft een binnenhaven en een luchthaven. De plaats dient niet te worden verward met de nabijgelegen plaats Starotoeroechansk, die lange tijd ook Toeroechansk werd genoemd.

## Geografie
Toeroechansk ligt op 1474 kilometer ten noorden van Krasnojarsk, op 120 kilometer ten zuiden van de poolcirkel, in het westelijk deel van Oost-Siberië en op de westelijke uitlopers van het Midden-Siberisch Bergland. Het dorp ligt aan de samenloop van de Jenisej en de Beneden-Toengoeska, op de rechteroever van de eerstgenoemde rivier tegenover het eiland Monastyrski. Het omringende gebied bestaat uit taiga en wordt gekenmerkt door een streng subarctisch klimaat. De gemiddelde temperatuur varieert van 16,5 °C in juli tot –25,4 °C in januari met uitschieters tot –57 °C. De gemiddelde jaarlijkse neerslag bedraagt 598 mm. Door de negatieve gemiddelde jaartemperatuur en koude wintertemperaturen is de permafrost hier behoorlijk dik, deze varieert in dikte tussen de 50 en 200 meter.
Door het smeltwater kan het waterpeil in de Jenisej in de lente oplopen tot elf meter boven het normale peil, hetgeen grotendeels wordt veroorzaakt door overstromingen in de Beneden-Toengoeska.
| Maand                       | jan   | feb   | mrt   | apr   | mei   | jun  | jul  | aug  | sep   | okt   | nov   | dec   | Jaar  |
| --------------------------- | ----- | ----- | ----- | ----- | ----- | ---- | ---- | ---- | ----- | ----- | ----- | ----- | ----- |
| Hoogste maximum (°C)        | 0,5   | 0,8   | 8,7   | 15,6  | 28    | 33,2 | 35,5 | 31,1 | 23,8  | 16,9  | 3,2   | 1,1   | 35,5  |
| Gemiddeld maximum (°C)      | −21,4 | −18,6 | −9    | −1,7  | 6,2   | 16,8 | 21,9 | 17,9 | 9,3   | −2    | −14,6 | −19,8 | −1,2  |
| Gemiddelde temperatuur (°C) | −25,4 | −23,1 | −15,1 | −7,9  | 1,3   | 11,4 | 16,5 | 13,1 | 5,6   | −5    | −18,6 | −23,9 | −5,8  |
| Gemiddeld minimum (°C)      | −29,5 | −27,3 | −20,3 | −13,7 | −2,9  | 6,7  | 11,5 | 9    | 2,7   | −7,8  | −22,4 | −28   | −10,1 |
| Laagste minimum (°C)        | −57   | −55,3 | −50   | −42   | −26,6 | −8,2 | 0,1  | −3   | −17,6 | −39,7 | −50   | −55,2 | −57   |
|                             |       |       |       |       |       |      |      |      |       |       |       |       |       |
| Neerslag (mm)               | 36    | 28    | 32    | 34    | 39    | 56   | 64   | 77   | 65    | 75    | 50    | 42    | 598   |
| Bron: Погода и климат       |       |       |       |       |       |      |      |      |       |       |       |       |       |

## Geschiedenis

### Drievuldigheidsklooster

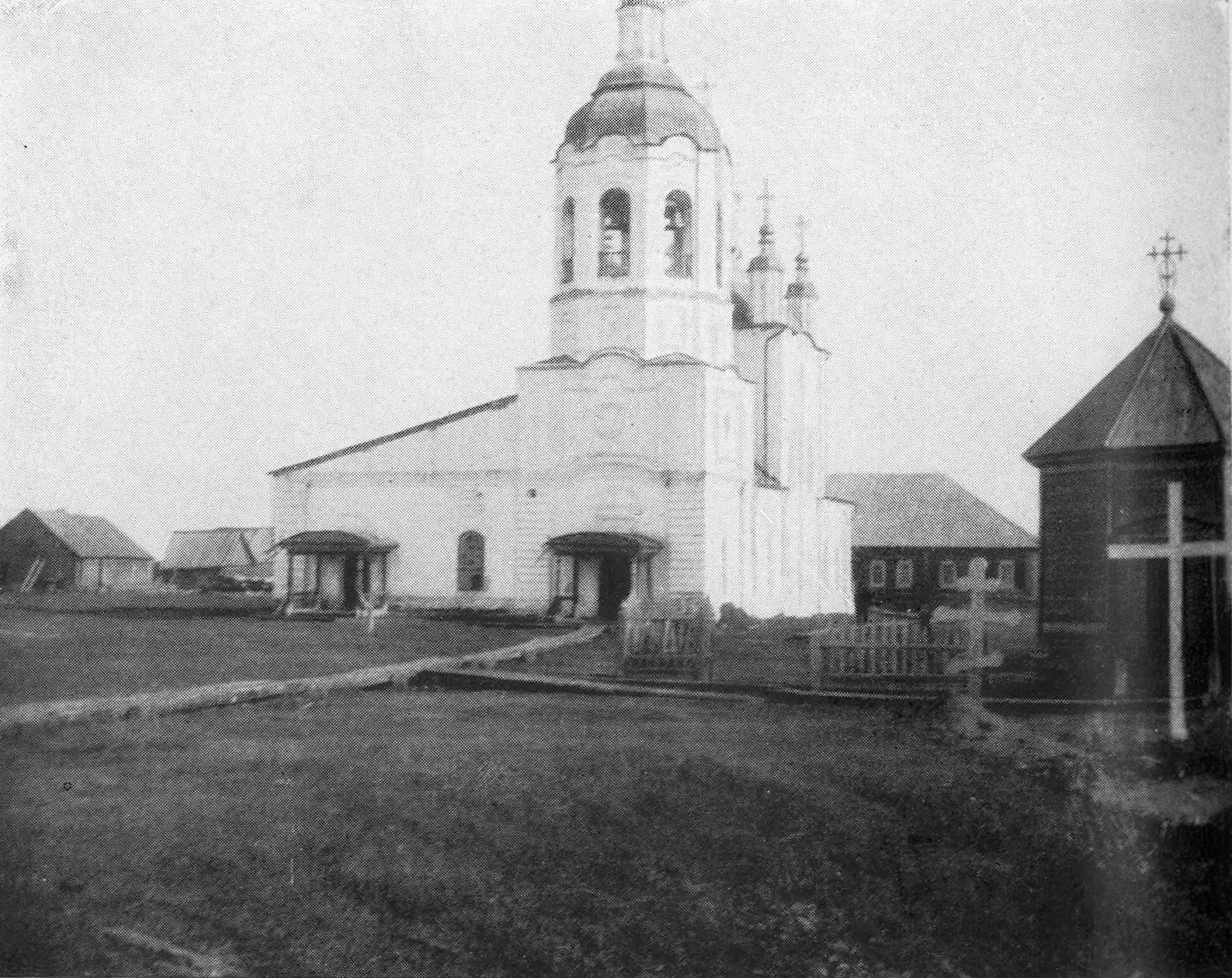
Het klooster in 1913

De ontwikkeling van de plaats hangt historisch samen met die van de nabijgelegen plaats Starotoeroechansk (Oud-Toeroechansk), het vroegere Nieuw-Mangazeja, dat in 1607 ontstond vanuit Mangazeja. Op stadsplattegronden werd het ook vaak samen met deze plaats afgebeeld, hoewel er 35 kilometer tussen ligt. De naam Toeroechansk werd tot 1917 gebruikt voor Starotoeroechansk.
De oorsprong van de plaats ligt bij de stichting van het Drievuldigheidsklooster (Troitskiklooster). In 1657 trok de naar Mangazeja verbannen priestermonnik Tichon naar de plek en bouwde er een kapel om er als kluizenaar te leven. Rond 1660 kwamen er echter meer mensen naar de plek en werd er een houten klooster gebouwd, dat in 1664 werd goedgekeurd door tsaar Alexis. Tussen 1778 en 1806 werd er een stenen klooster gebouwd. Ten noorden ven het klooster ontstond een kleine boerennederzetting met de naam Monastyrskoje ("klooster"). Het klooster wist in de loop van de tijd door schenkingen en aankopen al het land in de omstreken (in 1686 meer dan 2800 desjatina) en de aanwezige boeren waren er daardoor van afhankelijk en moesten pacht betalen. Het klooster speelde een actieve rol bij de kerstening van de lokale etnische groepen en vormde een cultureel centrum. In 1676 kocht het klooster een zoutfabriek met 450 desjatina land langs de rivier de Oesolka om hier zout te winnen uit de aanwezige zoutbronnen. Hier werd in de jaren 1780 en 1790 jaarlijks gemiddeld 4500 tot 7000 poed zout gewonnen. Vanaf de jaren 1730 werd het klooster een steeds belangrijker wordende economische aanjager van de gebieden aan de benedenloop van de Jenisej. In de 18e eeuw bezat het bijna 50% van alle winterkwartieren langs de benedenloop van de Jenisej en de aangrenzende kust van de Noordelijke IJszee. Ook was het eigenaar van een aantal dorpen in de regio. In 1722 werd er een school gesticht voor de kinderen van de lokale etnische groepen, de eerste school in het gebied rond de Jenisej. Het klooster verarmde echter als gevolg van de landbouwhervormingen onder Catharina de Grote waardoor het veel grond kwijtraakte.
Het klooster werd in 1923 gesloten en deels afgebroken. De kerk van het klooster sloot overigens pas in 1930 met de vlucht van de laatste priester, waarna het gebouw werd gebruikt als gebouw voor het bestuur en voor economische activiteiten. De ruïnes van het klooster vielen volgens sommige bronnen in de jaren 1970 ten prooi aan brandstichting. De onderbouw van de stenen Drievuldigheidskerk overleefde als enig kerkelijk gebouw de Sovjetperiode. Bij het uiteenvallen van de Sovjet-Unie in 1991 werd het klooster direct weer operationeel en in 1994 startte een provisorische restauratie. Een echte restauratie en herbouw staat gepland voor de toekomst. Het complex vormt een regionaal monument.

### Ballingsoord

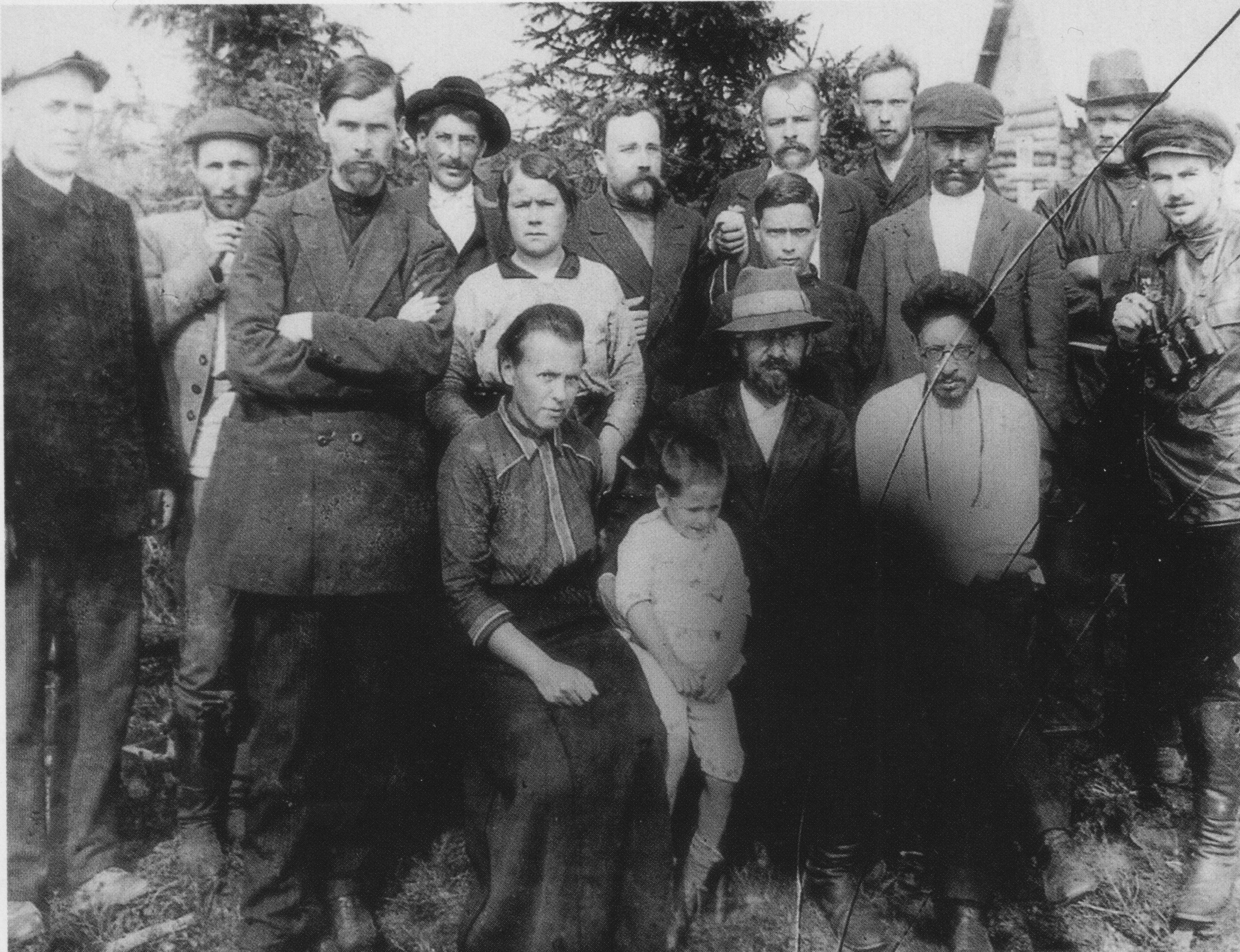
Een groep verbannen bolsjewieken tijdens een bijeenkomst in 1915 in Monastyrskoje/Novotoeroechansk. Onder hen zijn Soeren Spandarjan (2e van links, staand), Jozef Stalin (3e), Lev Kamenev (5e) en Jakob Sverdlov (8e). Twee jaar eerder was een plan van de Stalin en Sverdlov om uit het dorp te ontsnappen verraden door dubbelspion en 'bolsjewiek' Roman Malinovski, die in werkelijkheid werkte voor de Ochrana.

Vanaf ongeveer 1730 werd het klooster een ballingsoord voor politieke gevangenen. Zo verbleef de laatste pisar (schrijver) van de Zaporozjische Sitsj (het Zaporozje-legioen) Ivan Globa er tussen 1775 en 1790, alsook een aantal deelnemers aan de Poegatsjov-opstand en deelnemers aan de decembristenopstand, zoals Nikolaj Bobrisjtsjev-Poesjkin (1827) en Nikolaj Lisovski (1828-1844). Ook werden er deelnemers aan de Poolse opstand van 1830-31 vastgezet.
Na de Revolutie van 1905 werden veel revolutionairen naar dit afgelegen gebied gestuurd. Sociaal-revolutionairen, anarchisten, sociaaldemocraten en oud-bolsjewistische leiders van de Russische Revolutie werden allen hier vastgezet. Voorbeelden van oud-bolsjewieken waren Aaron Solts, Julius Martov, Soeren Spandarjan en Jakov Sverdlov. Stalin kwam er als balling om zijn post op te halen vanuit zijn ballingsoord Koerejka. In 1908-09 vond de Toeroechanskopstand plaats, die echter snel werd onderdrukt door toegesnelde tsaargetrouwe troepen. Tussen 1912 en 1916 werden de ballingen ingezet voor de aanleg van een telegraafverbinding over een lengte van 1500 kilometer.
Sverdlov liet in 1938 een museum bouwen in Toeroechansk ter herdenking aan deze periode van politieke ballingschap. De NKVD stuurde eveneens politieke Goelagdwangarbeiders naar Toeroechansk en omgeving (bijvoorbeeld voor de aanleg van de Poolcirkelspoorlijn), zoals de aartsbisschop van Simferopol (en latere heilige) Lukas (1923-1925), bisschop Jozef (1926-1929), een aantal Wolgaduitsers (1941-1956), schrijver Robert Sjtilmark (1945-1953) de vader van acteur Saveli Kramarov (1950-1951) en vertaalster-schilder Ariadna Efron (1949-1955).

### Groei en naamswijziging
Door de centralere ligging werden na een periode van neergang vanaf eind 19e eeuw steeds meer functies vanuit het oude Toeroechansk overgeplaatst naar Monastyrskoje. In 1889 werd het bestuur van het district Toeroechanski verplaatst naar Monastyrskoje. Bij de zogenoemde 'Toeroechanskopstand' door ballingen eind 1908 en begin 1909 werd ook het klooster geplunderd. In 1912 woonden er in het oude Toeroechansk nog maar 127 mensen in vervallen huizen en hutten. Daarop werden in 1912 ook de bestuurlijke en handelsinstellingen overgebracht naar het centraler gelegen Monastyrskoje. Deze gebeurtenissen zorgden voor een sterke migratie van de bevolking vanuit het oude Toeroechansk.
Daarop werd besloten om de naam van de plaats te wijzigen: Eerst naar Novotoeroechansk ("Nieuw-Toeroechansk") en vervolgens naar Toeroechansk (in de volksmond ook wel aangeduid als Novo-Toeroechansk of Monastyrskoje). Na de Russische Revolutie werd in 1917 het oude Toeroechansk hernoemd tot Starotoeroechansk ("Oud-Toeroechansk"). In juni 1924 werd het huidige district Toeroechanski gevormd met het centrum in Toeroechansk. Toeroechansk vormde vervolgens van de jaren 1930 tot de jaren 1950 een centrum voor dwangarbeiders in de regio.
Na de tijd van Stalin werden veel onderzoeken uitgevoerd naar olie- en gasbronnen. In die tijd groeide de bevolking sterk. Er verrezen 4 sovchozen opgericht in het omringende district, 2 luchthavens aangelegd en 2 waterkrachtcentrales gebouwd: bij Koerejka en bij Toeroechansk.
Na het uiteenvallen van de Sovjet-Unie vertrokken veel inwoners naar klimatologisch gunstigere gebieden van het land, zoals het zuiden van de kraj Krasnojarsk. De stad heeft onder andere een bosbouwbedrijf, een centrum voor telecommunicatie, een ziekenhuis, middelbare school, een tweetal basisscholen, een Huis van Cultuur, bibliotheek, diverse musea en drukkerij.

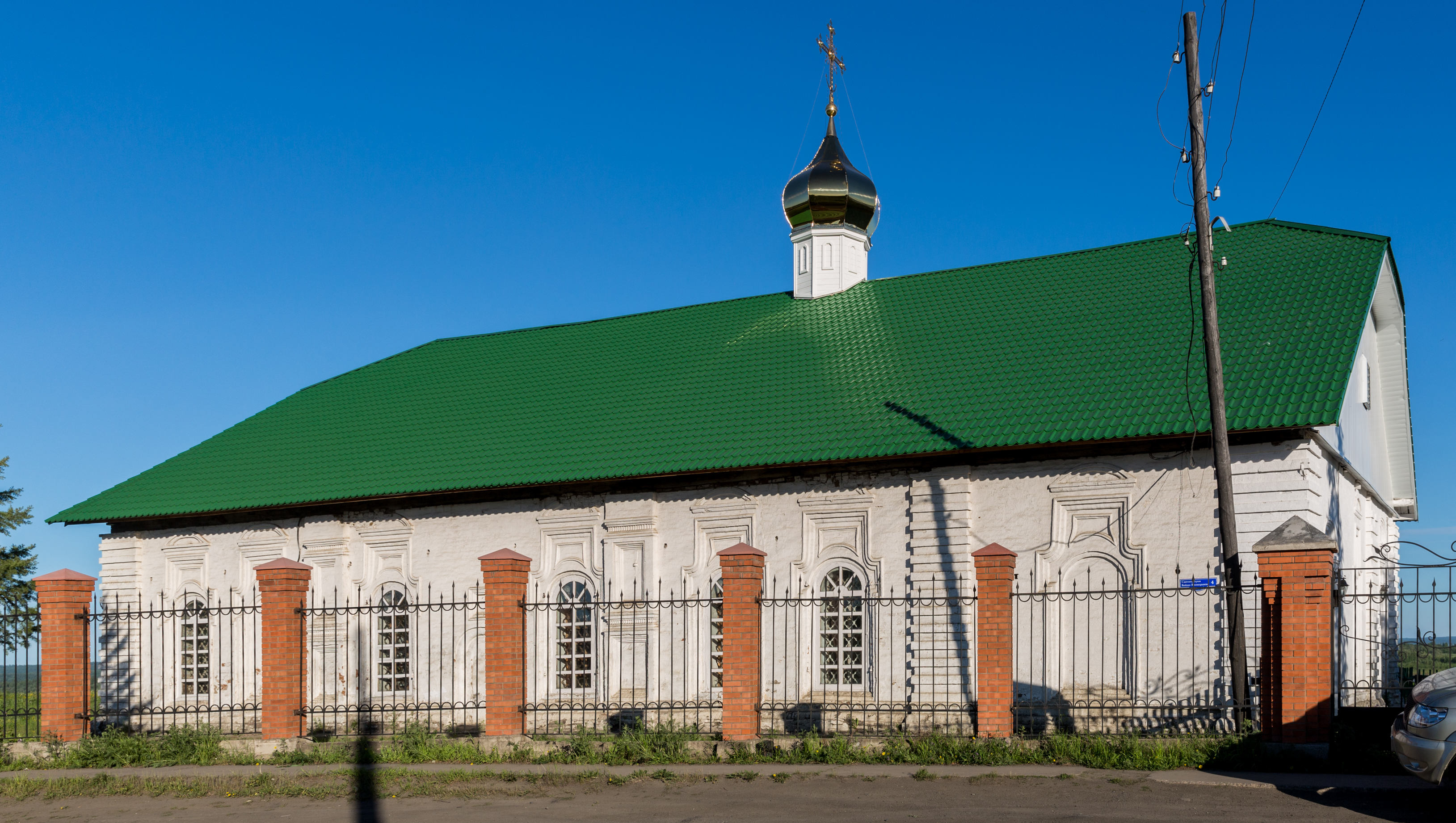
De gerenoveerde kerk van het klooster van Toeroechansk
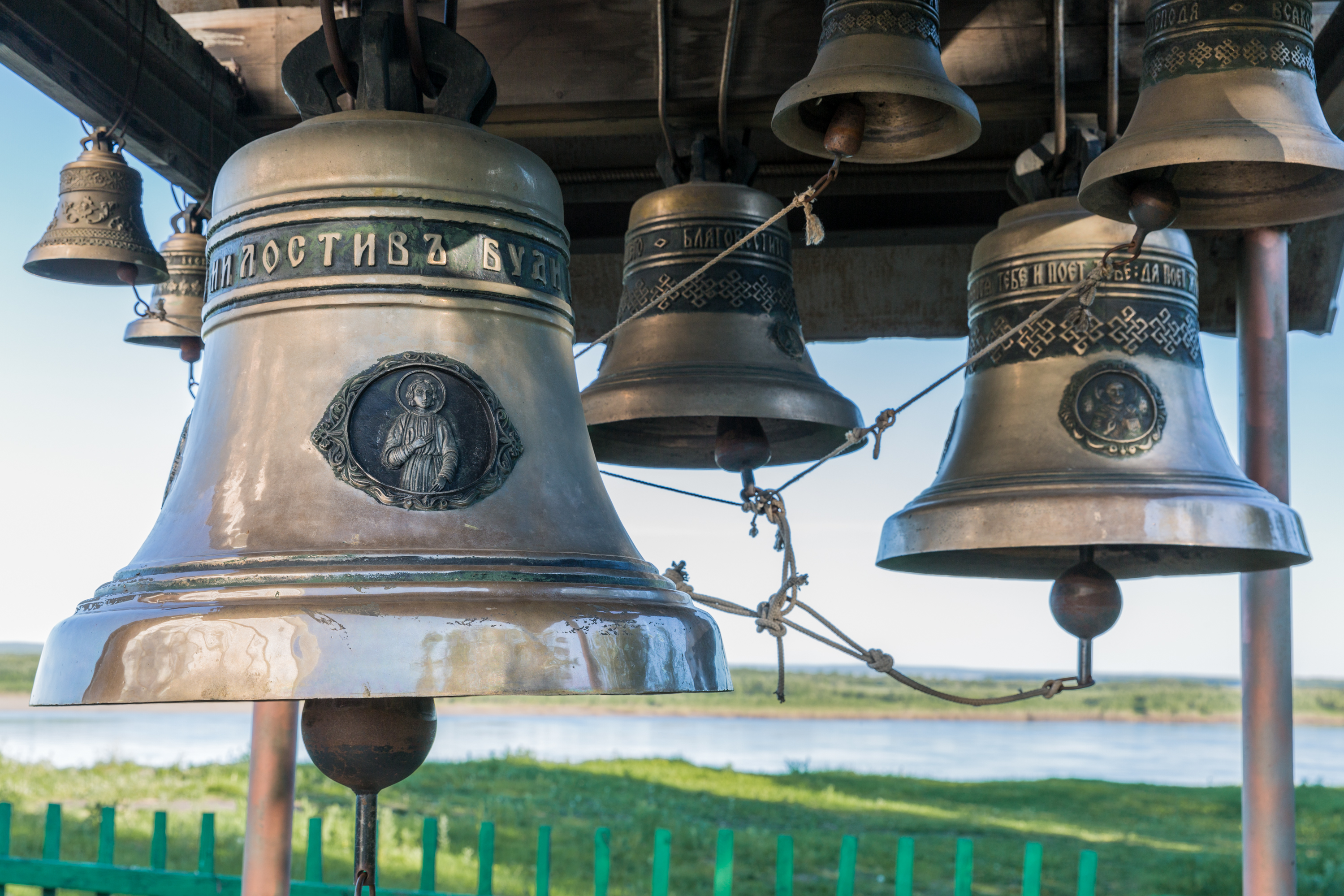
Klokken in de toren van de kerk

## Bevolkingsontwikkeling
|  |

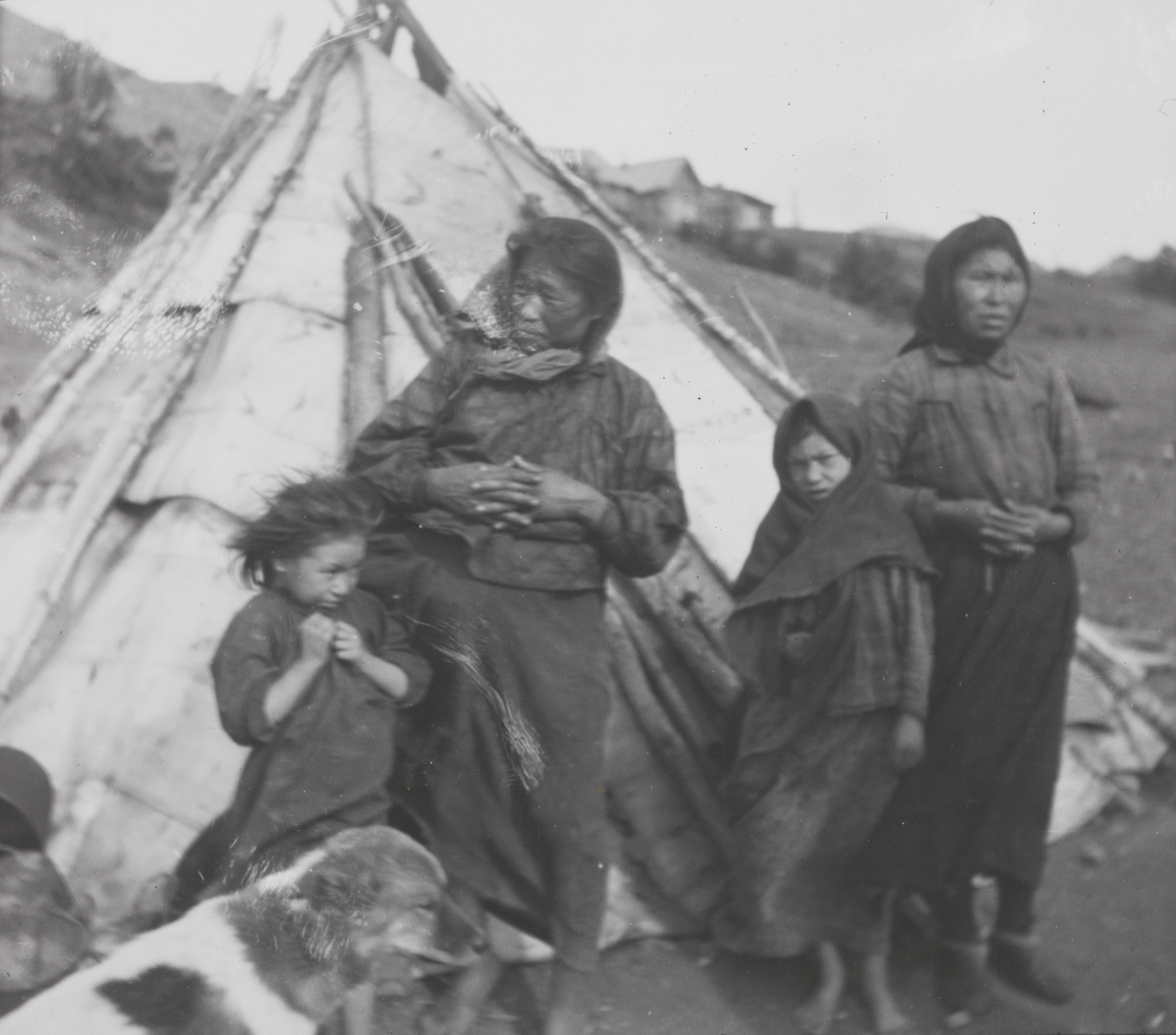
Ketten op het strand van Toeroechansk tijdens de reis van Fridtjof Nansen in 1915

In het district Toeroechanski woont het merendeel van het volk van de Ketten (56% bij de volkstelling van 2002), waarvan een minderheid nog de Jenisejtaal Ket (Jenisej-Ostjaaks) spreekt. Ket wordt ook gesproken als tweede taal door een minderheid van de Selkoepen in het district. In Toeroechansk zelf woonden 105 Ketten bij de volkstelling van 2010, tegen 126 bij de voorgaande volkstelling van 2002 (beiden ruim 8% van alle Ketten).

## Verkeer en vervoer
Het vaarseizoen duurt van ongeveer 25 mei tot 25 september; afhankelijk van de temperatuur plus of min tien dagen. In deze maanden is er een veerdienst over de Jenisej naar Jenisejsk, Krasnojarsk en Doedinka. In de overige seizoenen is de plaats alleen vanaf de luchthaven Toeroechansk te bereiken middels een lijnvlucht vanaf Krasnojarsk. De plaats heeft een wegverbinding met het 10 kilometer noordwestelijker gelegen dorp Selivanicha.